# Chlorion semenowi
Chlorion semenowi är en biart som beskrevs av F. Morawitz 1890. Chlorion semenowi ingår i släktet Chlorion och familjen grävsteklar.

## Underarter
Arten delas in i följande underarter:
- C. s. occidentale
- C. s. semenowi